# Давтян, Гагик Степанович
Гагик Степанович Давтян (20 ноября 1909, Дилижан, Российская империя — 9 марта 1980, Ереван, Армянская ССР, СССР) — советский и армянский агрохимик; академик АН Армянской ССР (1950).

## Биография
Родился 20 ноября 1909 года в Дилижане. В 1930 году окончил Ереванский государственный университет. Вскоре после окончания Ереванского государственного университета, создал лабораторию агрохимии и лишь в 1941 году он смог её открыть, став её заведующим. С 1957-по 1961 год занимал должность ректора Ереванского государственного университета. В 1960-х годах на базе лаборатории создал институт агрохимических проблем и гидропоники АН Армянской ССР, и лишь в 1966 году он смог открыть данный институт, где он был назначен директором и занимал данную должность вплоть до своей смерти. Одновременно с научной карьерой, его потянуло на политическую карьеру. С 1955-по 1957 год занимал должность заместителя Председателя Совета Министров Армянской ССР, с 1967-по 1971 год занимал должность академика-секретаря отделения сельскохозяйственных наук АН Армянской ССР, одновременно с этим с 1950-по 1978 год занимал должность члена Президиума АН Армянской ССР. Депутат Совета Национальностей Верховного Совета СССР 5 созыва от Красносельского избирательного округа № 313 Армянской ССР.
Скончался 9 марта 1980 года в Ереване.

## Научные работы
Основные научные работы посвящены вопросам общей агрохимии, изучению фосфорного режима почв, агрохимии биосферы, физиолого-агрохимическим основам промышленной гидропоники, а также разработке агрохимических методик.
- Одним из первых в СССР выполнил исследования по разделению фосфорных соединений почвы.
- Соавтор первой агрохимической карты почвенного покрова Армянской ССР.
- Исследовал глубокие изменения луговых почв в результате длительного применения удобрений.
- Один из зачинателей исследований по гидропонике в СССР.

## Членство в организациях
- Член Международного общества почвоведов (1956-80).
- Член ряда других научных обществ.

## Награды и премии
- Два ордена Ленина (1966).
- Орден Трудового Красного Знамени (1951).
- Орден Дружбы народов (19.11.1979) — за заслуги в развитии агрохимии, подготовке научных кадров и в связи с семидесятилетием со дня рождения.
- Орден «Знак Почёта» (31.12.1969) — за заслуги в развитии агрохимической науки и в связи с шестидесятилетием со дня рождения.
- Медаль «За трудовую доблесть» (26.09.1960).
- Заслуженный деятель науки Армянской ССР (1956).
- Золотая медаль имени Д. Н. Прянишникова АН СССР (1977).

## Память

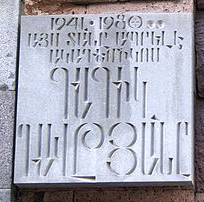

Мемориальная доска в Ереване, просп. Месропа Маштоца, 9.
- Биологи. Биографический справочник
- Гагик Степанович Давтян